# Cueva de Do-Ashkaft
Cueva de Do-Ashkaft (en persa: غار دواشکفت) es una cueva del Paleolítico Medio, se localiza al norte de Kermanshah, cerca de Taq-e Bostan en el país asiático de Irán. Se encuentra a unos 1600 metros sobre el nivel del mar y su entrada está orientada al sur, con vistas al parque nacional de Kuhestan. El sitio fue descubierto por dos investigadores iraníes, Fereidoun Biglari y Heydari S. en 1999 y durante los siguientes cuatro años se tomaron muestras cada mes, lo que dio lugar a una rica colección lítica del Paleolítico Medio. Los ocupantes musterienses de la cueva hicieron sus herramientas con los afloramientos de las materias primas locales alrededor de la cueva.